# Cyperus trichodes
Cyperus trichodes är en halvgräsart som beskrevs av August Heinrich Rudolf Grisebach. Cyperus trichodes ingår i släktet papyrusar, och familjen halvgräs.
Artens utbredningsområde är Jamaica. Inga underarter finns listade i Catalogue of Life.